# Goffredo Bettini
Goffredo Maria Bettini (Roma, 5 novembre 1952) è un politico italiano, membro fondatore del Partito Democratico, di cui è stato coordinatore dal 2007 al 2009, considerato uno dei più influenti e potenti al suo interno.
È stato consigliere comunale e assessore di Roma, deputato alla Camera dal 1993 al 1994 e dal 2001 al 2006, senatore della Repubblica dal 2006 al 2007 ed europarlamentare dal 2014 al 2019.

## Biografia
Discendente della famiglia aristocratica marchigiana Rocchi Bettini Camerata Passionei Mazzoleni, è appassionato fin da giovanissimo di politica e cinema. Ancora studente collabora alla rivista Cinema Nuovo diretta da Guido Aristarco, a Cinemasessanta diretta da Mino Argentieri. Partecipa ai cinegiornali liberi di Cesare Zavattini e Ugo Gregoretti.
Iscrittosi a 14 anni al Partito Comunista Italiano (PCI), milita nella Federazione Giovanile Comunista Italiana (FGCI), la sua organizzazione giovanile, dove negli anni '70 entra far parte del gruppo dirigente della federazione romana diretta all'epoca da Gianni Borgna. Durante questo periodo conosce Pier Paolo Pasolini, Bernardo Bertolucci, Paolo e Vittorio Taviani e Carmelo Bene. 
Alla morte di Pasolini nel 1975, ne accompagna il suo ultimo film, Salò o le 120 giornate di Sodoma, alla prima mondiale che si svolge al Festival Paris Cinéma; lo presenta al pubblico insieme a Bertolucci.
Dal 1977 al 1979 è stato segretario della federazione romana della FGCI. Nel 1978, mentre difende i giovani democratici della facoltà di economia e commercio all'Università di Roma "La Sapienza", un banco lanciato dal terzo piano nell'androne della facoltà dai militanti di Autonomia Operaia gli provoca una grave frattura al braccio. Successivamente viene chiamato dal segretario della FGCI Massimo D'Alema a far parte della sua segreteria. Nella FGCI ha conosciuto anche Walter Veltroni, a cui è rimasto legato politicamente per il resto della sua carriera.
Tornato alla federazione del PCI di Roma, alle elezioni amministrative del 1981, come Responsabile della propaganda, imposta la comunicazione per Luigi Petroselli, sindaco uscente di Roma che viene rieletto. Dopo la sconfitta della sinistra dell'anno precedente, è giovanissimo segretario comunale del PCI di Roma. In questa veste si oppone alla Democrazia Cristiana (DC), allora guidata da Vittorio Sbardella. L'opposizione, innanzitutto condotta dai comunisti, determina la caduta del sindaco Pietro Giubilo e le elezioni anticipate alle quali il PCI ottiene un buon risultato. Tuttavia rimane maggioranza l'asse DC-Partito Socialista Italiano (PSI), con la DC costretta però a cedere sul sindaco, che diventerà Franco Carraro. Bettini entra nel consiglio comunale.
Durante la svolta della Bolognina di Achille Occhetto, che porterà alla trasformazione del PCI in Partito Democratico della Sinistra (PDS), Bettini è stato tra i suoi sostenitori, dichiarando di farlo "con la testa ma non col cuore". Per questo si verifica anche un temporaneo strappo con il suo amico e maestro, Pietro Ingrao, il più autorevole esponente del fronte del no.
Alle elezioni politiche del 1992 viene candidato alla Camera dei deputati, tra le liste del PDS nella circoscrizione Roma-Viterbo-Latina-Frosinone, risultando con 8.102 preferenze il primo dei non eletti. Il 14 settembre 1993 diventa deputato, subentrando a Vincenzo Recchia eletto sindaco di Terracina. Nel corso della XI legislatura ha fatto parte della 3ª Commissione Affari esteri e comunitari.
Bettini lascia il ruolo di segretario regionale del Lazio. Con l'inchiesta Mani pulite e dopo la crisi della giunta di Franco Carraro, nel 1993 rifiuta la proposta del PSI di eleggerlo sindaco, preferendo lo scioglimento del consiglio comunale e nuove elezioni con la nuova legge con l'elezione diretta del sindaco. Appoggia la candidatura a sindaco di Francesco Rutelli, che viene eletto nel dicembre del 1993 al secondo turno.
Bettini è capogruppo del Partito Democratico della Sinistra in consiglio comunale.
Alle politiche del 1994 viene ricandidato alla Camera nel collegio elettorale di Roma - Prenestino - Centocelle, sostenuto dalla coalizione di centro-sinistra Alleanza dei Progressisti in quota PDS, raccogliendo il 42,71% dei voti ma venendo superato dal candidato del Polo del Buon Governo, in quota Alleanza Nazionale, Stefano Gaggioli (45,02%). Alle elezioni del 1996 si ricandidò a Montecitorio, tra le liste del PDS nella circoscrizione Lazio 1, risultando non eletto.
Nel 1997, a seguito della seconda vittoria di Francesco Rutelli, viene nominato assessore ai Rapporti Istituzionali, ma pochi mesi dopo si dimette da tale incarico, in polemica con Rutelli, che aveva deciso di fondare il movimento che diede vita a I Democratici, in alleanza ma anche in competizione col PDS. Rutelli gli affida comunque la responsabilità di sbloccare il cantiere dell'Auditorium Parco della Musica, da tempo fermo e di portare a termine l'opera e poi di presiedere la gestione. In collaborazione con Renzo Piano e con il presidente dell'Accademia di Santa Cecilia Luciano Berio, scinde il rapporto con le vecchie imprese e realizza una nuova gara definita dall'amministrazione comunale che vede vincitore Salini Impregilo di Cesare Romiti. L'opera viene consegnata nei tempi stabiliti..
Nel 1998 aderisce alla svolta di D'Alema dal PDS ai Democratici di Sinistra (DS), con cui alle elezioni regionali nel Lazio del 2000 si candida, capeggiando la lista a sostegno del presidente uscente Piero Badaloni, risultando eletto nel collegio di Roma con 22.217 preferenze (il più votato) in consiglio regionale del Lazio, diventando vicepresidente del Consiglio.
Alle elezioni politiche del 2001 viene ricandidato alla Camera, tra le liste dei DS nella circoscrizione Lazio 1, risultando questa volta eletto deputato, continuando a far parte della direzione nazionale del suo partito. Nella XIV legislatura della Repubblica è stato membro della 3ª Commissione Affari esteri e comunitari (2001-2002), della 14ª Commissione Politiche dell'Unione europea (2002-2006), del Comitato parlamentare di controllo sull'attuazione ed il funzionamento della convenzione di applicazione dell'accordo di Schengen e di vigilanza sull'attività dell'unità nazionale Europol (2001-2002) e del Comitato parlamentare di controllo sull'attuazione dell'Accordo di Schengen, di vigilanza sull'attività di Europol, di controllo e vigilanza in materia di immigrazione (2002-2006).
Alle elezioni politiche del 2006 viene eletto senatore per la prima volta capeggiando la lista dei Democratici di Sinistra. Nel corso della XV legislatura ha fatto parte della 3ª Commissione Affari esteri, emigrazione (2006), della 10ª Commissione Industria, commercio, turismo (2006-2007) e della 9ª Commissione Agricoltura e produzione agroalimentare (2007).
Insieme a Veltroni, nel frattempo divenuto sindaco di Roma, fonda la Festa del Cinema di Roma che dirige per tre anni. Chiama alla direzione artistica Piera Detassis, Mario Sesti e Giorgio Barberio Corsetti.
In quel periodo partecipa all'ideazione del progetto del Partito Democratico, sostenendo la candidatura di Veltroni a segretario del nuovo partito e ne coordina la campagna elettorale delle sue primarie, vinte da Veltroni.
Il 4 novembre 2007 diventa coordinatore della segreteria nazionale, nominato dal segretario Veltroni. Il 28 novembre 2007 si dimette da senatore per dedicarsi pienamente all'attività di partito; gli subentra Pietro Larizza.
Dopo le dimissioni di Veltroni nel 2009 si ritira da ogni incarico, sia gestionale che istituzionale. Pubblica numerosi libri e partecipa a convegni, conferenze e incontri in tutta Italia. In questo periodo si dedica nuovamente al cinema. Organizza festival di promozione del cinema italiano a Hanoi, Manila e Bangkok.
Alle elezioni europee del 2014 viene candidato al Parlamento europeo, tra le liste del Partito Democratico nella circoscrizione Italia centrale, venendo eletto con 90 462 preferenze. A Bruxelles è membro della commissione affari esteri, occupandosi di dossier sulla Bosnia, il Sud Est asiatico, il Turkmenistan. In vista delle europee del 2019 decide di non ricandidarsi al Parlamento europeo, tornando agli studi e ai suoi interessi culturali.
Benché privo di incarichi politici, viene considerato spesso ancora molto influente, specialmente nelle elezioni per il sindaco di Roma del 2021, vinte dal democratico Roberto Gualtieri e nella gestione del suo partito e dell'intero centrosinistra italiano.

## Opere

### Libri
- Goffredo Bettini e Pietro Ingrao, Una lettera di Pietro Ingrao. Con una risposta di Goffredo Bettini, Roma, Cadmo, 2005, ISBN 88-79-23-32-62.

- Goffredo Bettini (con Carmine Fotia), Pd anno zero. Intervista con Goffredo Bettini, Roma, Gaffi Editore, 2009, ISBN 88-61-65-07-08.

- Goffredo Bettini, Oltre i partiti Copertina flessibile, Roma, Marsilio Editori, 2011, ISBN 88-31-70-99-5X.

- Goffredo Bettini e Pietro Ingrao, Un sentimento tenace. Riflessioni sulla politica e sul senso dell'umano, Roma, Imprimatur, 2013, ISBN 88-68-30-01-76.

- Goffredo Bettini, Carte segrete. Roma, l'Italia e il PD tra politica e vita, Roma, Aliberti, 2013, ISBN 88-66-26-11-57.

- Goffredo Bettini, A chiare lettere. Un carteggio con Pietro Ingrao e altri scritti, Roma, Ponte Sisto, 2015, ISBN 88-95-65-80-43.

- Goffredo Bettini (con Carmine Fotia), La difficile stagione della sinistra. Impraticabilità di campo?, Roma, Ponte Sisto, 2016, ISBN 88-61-65-07-08.

- Goffredo Bettini, Agorà. L'ago della bilancia sei tu, Roma, Ponte Sisto, 2018, ISBN 88-99-29-08-06.
- Goffredo Bettini, A sinistra: da capo, Roma, PaperFIRST, 2022, ISBN 978-8831431996.